# Bothrocara brunneum
Bothrocara brunneum es una especie de pez de la familia de los Zoarcidae en el orden de los perciformes.

## Morfología
Los machos pueden llegar a alcanzar los 72 cm de longitud total.

## Hábitat
Es un pez de mar y de aguas profundas.

## Distribución geográfica
Se encuentra desde la isla de Sajalín y el Mar de Bering hasta las Islas Aleutianas y las Islas Coronado (Baja California, México).

## Observaciones
Es inofensivo para los humanos. 